# Titularerzbistum Hemesa
Hemesa (ital.: Emesa)  ist ein Titularerzbistum der römisch-katholischen Kirche.
Es geht zurück auf ein früheres Erzbistum in der antiken Stadt Emesa in der römischen Provinz Syria Coele bzw. in der Spätantike Syria salutaris in Zentralsyrien.
| Titularerzbischöfe von Hemesa |                                       |                                                                 |                    |                   |
| Nr.                           | Name                                  | Amt                                                             | von                | bis               |
| 1                             | Carlo Maielli                         |                                                                 | 21. September 1724 |                   |
| 2                             | Anton Peter Příchovský von Příchovice | Koadjutorerzbischof von Prag (Tschechien)                       | 25. September 1752 | 14. Januar 1754   |
| 3                             | Innocenzo Gorgoni OSB                 | Präsident der Päpstlichen Diplomatenakademie                    | 17. Februar 1755   | 1. September 1774 |
| 4                             | Ignazio Busca                         | Apostolischer Nuntius in Flandern (bis 1785) Gouverneur von Rom | 11. September 1775 | 11. April 1791    |
| 5                             | Charles-Jean Seghers                  | Koadjutorerzbischof von Oregon City (USA)                       | 18. September 1878 | 18. Dezember 1880 |
| 6                             | Anacleto Chicaro OFM                  | Apostolischer Delegat Apostolischer Vikar von Ägypten (Ägypten) | 13. Mai 1881       | 16. April 1893    |
| 7                             | Giorgio de Lucchi                     |                                                                 | 28. Juli 1911      | 11. April 1913    |
| 8                             | Alberto Vassallo di Torregrossa       | Apostolischer Nuntius                                           | 3. Dezember 1913   | 7. September 1959 |
| 9                             | Gabriel Auguste François Marty        | Koadjutorerzbischof von Reims (Frankreich)                      | 14. Dezember 1959  | 9. Mai 1960       |
| 10                            | Joseph Francis McGeough               | Apostolischer Delegat Apostolischer Nuntius                     | 17. September 1960 | 12. Oktober 1970  |